# 초계주씨 주명흠묘소 하마석 및 문인석
초계주씨 주명흠묘소 하마석 및 문인석(草溪周氏 周命欽墓所 下馬石 및 文人石)는 대한민국 충청북도 증평군 증평읍 남하리에 있는 조선공시 주명흠 무덤이다. 2007년 10월 15일 증평군의 향토유적 제13호로 지정되었다.